# Aérodrome de Đông Tác
L'aéroport de Đông Tác (code IATA : TBB • code OACI : VVTH) est un petit aéroport qui dessert le district de Tuy Hoa, Viêt Nam. Elle fut utilisée par l'US Air Force et la Force aérienne vietnamienne pendant la guerre du Viêt Nam.

## Situation

### Carte des aéroports du Viêtnam
| Vân Đồn (2018) Thọ Xuân Chu Lai Liên Khuong Đà Nẵng Hải Phòng Cat Bi Hanoï Saïgon Nha Trang Phú Quốc Vinh Buôn Ma Thuôt Cà Mau Côn Đảo Đồng Hới Pleiku Phù Cát Phú Bài Rach Gia Nà Sản Đông Tác Vũng Tàu Cần Thơ Diên Biên Phu Quảng Trị |

## Compagnies aériennes
- Vietnam Air Service Company (Ho-Chi-Minh-Ville)
- Vietnam Airlines (Hanoi)